# Собочани
Собочани су насељено место у општини Клоштар Иванић, Хрватска. До нове територијалне организације у Хрватској, налазило се у саставу бивше велике општине Иванић-Град.

## Становништво
На попису становништва 2011. године, Собочани су имали 460 становника.

## Попис1991.
На попису становништва 1991. године, насељено место Собочани је имало 300 становника, следећег националног састава:
| Попис 1991.‍  | Попис 1991.‍  | Попис 1991.‍ | Попис 1991.‍ | Попис 1991.‍ |
| ------------ | ------------ | ----------- | ----------- | ----------- |
|              |              |             |             |             |
| Хрвати       | Хрвати       |             | 289         | 96,33%      |
| Мађари       | Мађари       |             | 2           | 0,66%       |
| Срби         | Срби         |             | 2           | 0,66%       |
| неопредељени | неопредељени |             | 3           | 1,00%       |
| регион. опр. | регион. опр. |             | 1           | 0,33%       |
| непознато    | непознато    |             | 3           | 1,00%       |
| укупно: 300  |              |             |             |             |